# G.H. Pember
George Hawkins Pember, (Hereford, 17 november 1836  - Budleigh Salterton, 4 juli 1910) was een Brits theoloog en verbonden aan de Vergadering van Gelovigen. Hij was de zoon van George Hawkins Pember (1805–1877) en Mary Pember (1804–1877).

## Opleiding en huwelijken
Hij begon zijn opleiding aan de Hereford Cathedral School, waar hij in 1856 slaagde. In datzelfde jaar schreef hij zich in bij het Gonville and Caius College aan de universiteit van Cambridge. In 1860 haalde hij zijn B.A. in de klassieke studies en zijn M.A. in 1863.. Tijdens zijn postdoctorale studies werkte hij als hulponderwijzer aan de Rossall School in Lancashire (1861-1863).. Op 14 januari 1864 trouwde hij met Mary Lemmon, die eerst getrouwd was met William Lemmon, die in in 1861 stierf. Ze had twee dochters uit dat huwelijk. Ze stierf op 10 juli 1891 en liet haar bezittingen na aan haar man George Pember. In 1893 trouwde Pember met Elizabeth Ann Smith. Ze verhuisden naar Budleigh Salterton in het Graafschap Devon, waar ze tot hun levenseinde bleven wonen.

## Werken
Nadat hij christen werd, schreef hij vele boeken zoals Animals: Their Past and Future (Nederlandse editie: De Bijbel over dieren en dierenwelzijn - ISBN 9789491706172), The Antichrist Babylon and the Coming of the Kingdom, The Great Prophecies (in vier delen), The Lord’s Command: A Study on Baptism, en Mystery Babylon the Great. Zijn bekendste werk is Earth's Earliest Ages uit 1876. In dit boek verdedigt hij de restitutie-theorie.